# SWAT Kats: The Radical Squadron
SWAT Kats: The Radical Squadron（スワットキャッツ: ザ・ラディカル・スクアッドロン）は、1993年9月11日から1995年1月6日までアメリカ合衆国で放送されていたテレビアニメである。

## 概要
『ミュータント・タートルズ』を起点とするミュータント集団ヒーロー作品の一つであり、ハンナ・バーベラ・プロダクション作品としては他に類を見ない本格的なアクションを主体としたアニメーションを盛り込む形で制作された。
当初はシーズン3の展開も予定されていたが、諸事情で制作中止に終わっている。

## あらすじ
メガカット・シティという都市に建つ軍事基地「エンフォーサー」に所属する「チャンス・ファーロング」と「ジェイク・クローソン」は、司令官の命令に背いたことで除隊扱いを受けてしまう。
一方、同時期にダーク・キャットが行動を開始し、エンフォーサー本部が壊滅に追いやられる事態へと発展する。
司令官はチャンスとジェイクを軍のサルベージ・ヤードに左遷するが、2人はそこで廃棄された軍用部品や武器を活用して専用の戦闘機を開発。互いに「レザー」、「Tボーン」と改め、「スワットカッツ」としてメガカット・シティを悪の手から守るべく、戦いに身を投じるのであった。

## キャスト
| キャラクター                     | 分析                                                                           | オリジナル                       |
| -------------------------------- | ------------------------------------------------------------------------------ | -------------------------------- |
| チャンス・ファーロング/Tボーン   | 大きなスワットカッツのメンバーであり、ターボキャットジェットのパイロット。     | チャーリー・アドラー             |
| ジェイク・クローソン/レザー      | より小さいスワットカッツのメンバーであり、かつ機械的な天才。                   | バリー・ゴードン                 |
| キャリコ・「カリー」・ブリッグス | メガカットシティの副市長とスワットカッツの最大サポーター。                     | トレス・マクニール               |
| 指揮官ユリシーズ・フェラル       | エンフォーサの頭。彼はスワットカッツのための強力かつ明確な嫌悪を示しています。 | ゲイリー・オーウェンズ           |
| 中尉フェリナ・フェラル           | フェラルの姪。                                                                 | ロリ・アラン                     |
| 市長マンクス                     |                                                                                | ジム・カミングス                 |
| バーク                           |                                                                                | マーク・ハミル                   |
| ジョニー・ケイ                   |                                                                                | マーク・ハミル                   |
| マーレー                         |                                                                                | チャーリー・アドラー             |
| アン・ゴーラ                     |                                                                                | キャンディ・ミロ                 |
| 少し古い女性                     |                                                                                | キャンディ・ミロ                 |
| ダーク・キャット                 |                                                                                | ブロック・ピーターズ             |
| ドクター・バイパー               |                                                                                | フランク・ウェルカー             |
| マック・メタルリーキャット       |                                                                                | ニール・ロス                     |
| モリー・メタルリーキャット       |                                                                                | エイプリル・ウィンチェル         |
| キャットスクラッチ               |                                                                                | ジム・カミングス                 |
| 教授ハックル                     |                                                                                | ジョージ・ハーン                 |
| 執行者軍曹                       |                                                                                | エド・ギルバート                 |
| タイガー・コンクリン             |                                                                                | エド・ギルバート                 |
| 中尉スティール                   |                                                                                | ハル・レイル                     |
| ドクター・アビー・シニアン       |                                                                                | リンダ・ゲイリー                 |
| ドクター・N・ザイム              |                                                                                | ポール・エイディング             |
| パストマスター                   |                                                                                | キーン・カーティス               |
| ハードドライブ                   |                                                                                | ロブ・ポールセン                 |
| キャプテン・グリマルケン         |                                                                                | マイケル・ベル                   |
| レックス・シャード               |                                                                                | ジョン・ヴァーノン               |
| ドクター・ハーレー・ストリート   |                                                                                | ロバート・リッジリー             |
| モルブルス                       |                                                                                | ジム・カミングス                 |
| マッドキャット                   |                                                                                | ロディ・マクドウォール           |
| ミューティロー                   |                                                                                | マイケル・ドーン                 |
| 中尉トラーグ                     |                                                                                | クリストファー・コーリー・スミス |
| ターモイル                       |                                                                                | キャス・スーシー                 |
| ターモイルの中尉                 |                                                                                | ジェニファー・ヘイル             |
| ダーク・ティーボーン             |                                                                                | チャーリー・アドラー             |
| ダーク・レザー                   |                                                                                | バリー・ゴードン                 |
| 誘拐犯のジョー                   |                                                                                | トニー・ポープ                   |
| トラのギャング                   |                                                                                | トニー・ポープ                   |
| ゼッド                           |                                                                                | チャーリー・アドラー             |

## スタッフ
- 製作総指揮 - バズ・ポータムキン
- シリーズ構成 - グレン・レオポルド
- 音楽 - ランドール・クリスマン
- キャラクターデザイン - クリスチャン・トランブレー、イヴォン・トランブレー
- OP原画 - いまざきいつき
- 作画監督 - シマムラ・クニオ、ダン・ハン
- 制作協力 - ムーク、韓湖興業
- 制作 - ハンナ・バーベラ・プロダクション
- 製作 - ハンナ・バーベラ・カートゥーン
- 配給 - ターナー・エンターテイメント

## 放送リスト
太字のタイトルは本編の尺が10分前後の回を表す。
| 話数 | タイトル                          | 放送日 （米）  |
| ---- | --------------------------------- | -------------- |
| 1    | The Pastmaster Always Rings Twice | 1993年 9月11日 |
| 2    | The Giant Bacteria                | 9月18日        |
| 3    | The Wrath of Dark Kat             | 9月25日        |
| 4    | Destructive Nature                | 10月2日        |
| 5    | The Metallikats                   | 10月9日        |
| 6    | Bride of the Pastmaster           | 10月16日       |
| 7    | Night of the Dark Kat             | 10月23日       |
| 8    | Chaos in Crystal                  | 10月30日       |
| 9    | The Ghost Pilot                   | 11月6日        |
| 10   | Metal Urgency                     | 11月13日       |
| 11   | The Ci-Kat-A                      | 11月20日       |
| 12   | Enter the Madkat                  | 11月27日       |
| 13   | Katastrophe                       | 12月4日        |
| 14   | Mutation City                     | 1994年 9月10日 |
| 15   | A Bright and Shiny Future         | 9月17日        |
| 16   | When Strikes Mutilor              | 9月24日        |
| 17   | Razor's Edge                      | 10月29日       |
| 18   | Cry Turmoil                       | 11月5日        |
| 19   | SWAT Kats Unplugged               | 11月5日        |
| 20   | The Deadly Pyramid                | 11月12日       |
| 21   | Caverns of Horror                 | 11月19日       |
| 22   | Volcanus Erupts!                  | 11月26日       |
| 23   | The Origin of Dr. Viper           | 11月26日       |
| 24   | The Dark Side of the SWAT Kats    | 12月10日       |
| 25   | Unlikely Alloys                   | 12月24日       |
| 26   | (Kats Eye News) A Special Report  | 1995年 1月6日  |

## 制作中止エピソード
シーズン2で予定していたエピソードを含む。

### 未完成エピソード
- Succubus
- Turmoil II: The Revenge
- Doctors of Doom

### 企画のみ
- Cold War
- Blackout
- The Vampire She-Kat
- Blowout!

## ゲーム
1995年8月21日にアメリカでハドソンよりSNES用ソフトとして発売。
その他、セガのジェネシス用ソフトの予定も存在したが、こちらは最終的に開発中止となった。

## リブート版
2015年7月23日にキックスターターにて新規製作を行うためのクラウドファンディングが開始された。
2022年にはインドのToonz Media Groupの協力を経て、『SWAT-KATS Revolution』として製作と配信の準備が進行中であることが明かされた。